# 阮研
阮研字文幾，陳留人。南朝梁交州刺史。善草書，《淳化閣法帖》著錄其《書道增帖》一封。庾肩吾《書品》將阮研與索靖、鍾會、衛瓘等人的書法並列，列在上品之下，稱其師法王羲之、鍾繇但能夠形成自己獨特的風格。